# Judith Butler
Judith Pamela  Butler, född 24 februari 1956 i Cleveland i Ohio, är en amerikansk filosof och professor i retorik och litteraturvetenskap vid University of California i Berkeley. Hen är en av de främsta företrädarna för queerteori, och hens skrivande kring feministisk teori och sexualitetsstudier fick stor spridning från och med boken Gender Trouble: Feminism and the Subversion of Identity (1990).
Butler har undersökt hur språket är med och konstruerar människans kön och sexualitet. Psykosociala normer är med och materialiserar "kvinnor" eller "män". Butler kritiserar hur vårt tvåkönssystem har sin grund i en heterosexuell melankoli som omöjliggör gränsöverskridande identifikationer och tvingar oss att se på "man" och "kvinna" som binära oppositioner.
Efter 11 september-attackerna och kriget mot terrorismen har Butler gjort sig känd som en uttalad kritiker av den amerikanska regeringens militära interventioner i Mellanöstern, av islamofobi och Israel. På senare år har hens böcker ofta kretsat kring icke-våld.

## Biografi
Butler föddes i en familj med ungersk-judiska och rysk-judiska rötter. De flesta släktingarna på moderns sida av släkten dog under Förintelsen. Som barn gick Judith Butler både i hebreisk skola och med speciallektioner i judisk etik, vilket skolade in hen i filosofisk tänkande.
Judith Butler studerade vid Bennington College och därefter filosofi vid Yale, där hen 1978 tog fil.kand-examen och sex år senare en doktorsexamen i filosofi. Ett år tillbringades vid universitet i västtyska Heidelberg, och Butler föreläste därefter vid Wesleyan University, George Washington University och Johns Hopkins University. Hen blev 1993 professor vid University of California i Berkeley, med retorik och jämförande litteratur som ämnen.
Under 2002 var Butler gästföreläsare vid Amsterdams universitet, och senare har Butler även verkar vid Columbia University i ämnena engelska och jämförande litteratur.
Butler är eller har varit redaktionsmedlem eller på annat sätt kopplad till akademiska tidskrifter som Janus Unbound: Journal of Critical Studies, JAC: A Journal of Rhetoric, Culture, and Politics och Signs: Journal of Women in Culture and Society.

### Grundläggande teorier
Butler blev med 1990 års Gender Trouble (svenska: Genustrubbel) en ledande företrädare för de queerteorier som skulle komma att spela en grundläggande roll för tredje vågens feminism. Hen ifrågasätter den skillnad som ofta ställs upp mellan biologiskt kön och genus (socialt konstruerat kön). Därmed kullkastar hen en teoretisk uppdelning mellan kön och genus som fungerat som grundbult i modern feministisk forskning. Istället menar Butler att kön är ett resultat av genus, där ett kulturellt raster med en historia och föränderlighet spelar större roll. Kön, genus och sexualitet är dock i första hand "performativa" iscensättningar, och där vi känner oss som man eller kvinna därför att vi handlar på bestämda sätt (och inte tvärtom).
Om vi ser kön-genus som en dikotomi, förutsätter vi att kroppen finns innan den får sin könsbestämda betydelse. Detta vänder sig Butler emot. Butler menar att verkligheten skapas diskursivt, det vill säga genom specifika sätt att tala om, uppfatta och konstruera den sociala världen. Diskursen fungerar som normerande social praktik och verkar genom det tänkande subjektets talhandlingar. Sålunda uppfattas även det biologiska könet genom en samhällelig diskurs, vilket medför att det biologiska könet snarare bör betraktas som lika kulturellt konstruerat som genus, då kön alltid redan är genus. 
Utifrån detta finns det således ingen anledning att skilja på kön och genus, eftersom genus refererar och förhåller sig till ett redan existerande genussystem, inte ett ”underliggande” kön. Enligt Butler upphävs därmed distinktionen mellan natur och kultur respektive kropp och identitet. Det biologiska könet blir relevant genom genusfunktionen och genus är den faktor genom vilken förtrycket verkar på människan. Om genus inte är knutet till kön, blir genus ett slags handling som kan sprida sig över de gränserna som påläggs könens skenbart binära karaktär.

#### Heterosexualitet
Detta system av tvingande kopplingar refererar Butler till som den heterosexuella matrisen. Genom denna matris, som kräver en genusordning med två identifierbara kön, blir kroppar begripliga. Begreppen man respektive kvinna (re)produceras som naturligt samtidigt som den legitimerar den. Eftersom det inte finns något ”sant” inre är frigörelse inte möjligt, utan möjligheten finns i systemförskjutningar, att kategorierna blir mindre tvingande vilket sker när vi citerar (härmar) på fel vis, det vill säga subversiva kroppsakter.

#### Underkuvandets mekanismer, transsexualism
Boken The Psychic Life of Power från 1997 innehåller analyser av mekanismer kring underkuvandet, och i Excitable Speech från samma år undersöks olika juridiska kontroverser kring pornografi.
Undoing Gender (2004; svenska: Genus ogjort) innehåller bland annat diskussioner kring transsexualism.

### Butler inom Queerteorin
Butler ses även som en av de första teoretiker som lanserade queerteorin. Hens teoribildning hör hemma i den poststrukturalistiska feminismen med influenser från bland annat Michel Foucault, Sigmund Freud, Jacques Lacan, Louis Althusser, Monique Wittig och Julia Kristeva. Butlers bidrag brukar sammanfattas med att hen genom en ny definition av kön och begär ogiltigförklarade den tidigare feministiska uppdelningen mellan kön (eng. 'sex') och genus (eng. 'gender'). Istället menade hen att 'gender' i sig implicerar en könstillhörighet och ett heterosexuellt begär.
Butlers fokus ligger på vilka kroppar, begär och liv som genom diskursiva uteslutningsprocesser görs omöjliga genom den hegemoniska definition av kön som hen kallar för den heterosexuella matrisen. 

#### Butler i förhållande till forskningsfältet
Butlers senare verk är till viss del orienterade mot världspolitik och USA:s roll i densamma. I det sammanhanget har hen, såsom i Precarious Life - the powers of mourning and violence, alltmer använt sig av Emmanuel Levinas teorier kring den Andres ansikte. Ett annat tema är en mer precis utredning av den filosofiska definitionen av subjektet och dess tillblivelse, såsom i Giving an account of oneself (2005). 
Butler har blivit en av queerfeminismens viktigaste teoretiker. På svenska har hens teorier tagits upp av bland andra Nina Björk i Under det rosa täcket.

### Bokutgåvor i original
- Subjects of Desire: Hegelian Reflections in Twentieth-Century France. New York: Columbia University Press. 1987. ISBN 978-0-231-15998-2. [doktorsavhandling]
- Gender Trouble: Feminism and the Subversion of Identity. New York: Routledge. 1990. ISBN 978-0-415-38955-6.
  - Genustrubbel (1990) (svenska)
- Bodies That Matter: On the Discursive Limits of "Sex". New York: Routledge. 1993. ISBN 978-0-415-90365-3. https://archive.org/details/bodiesthatmatter00butl.
- Butler, Judith; Benhabib, Seyla; Fraser, Nancy; Cornell, Drucilla (1995). Feminist Contentions: A Philosophical Exchange. New York: Routledge. ISBN 978-0-415-91086-6.
- Excitable speech: a politics of the performative. New York: Routledge. 1997. ISBN 978-0-415-91587-8. https://archive.org/details/excitablespeechp0000butl.
- The Psychic Life of Power: Theories in Subjection. Stanford, CA: Stanford University Press. 1997. ISBN 978-0-8047-2812-6. https://archive.org/details/psychiclifeofpow0000butl.
- Antigone's Claim: Kinship Between Life and Death. New York: Columbia University Press. 2000. ISBN 978-0-231-51804-8. https://archive.org/details/antigonesclaim00judi.
- Contingency, Hegemony, Universality: Contemporary Dialogues on the Left. London: Verso. 2000. ISBN 978-1-85984-278-2.
- Women & Social Transformation. New York: P. Lang. 2003. ISBN 978-0-8204-6708-5.
- Precarious Life: The Powers of Mourning and Violence. London: Verso. 2004. ISBN 978-1-84467-544-9.
- Undoing gender. New York: Routledge. 2004. ISBN 978-0-203-49962-7.
  - Genus ogjort (2006) (svenska)
- Giving an account of oneself. New York: Fordham University Press. 2005. ISBN 978-0-8232-4677-9.
- Butler, Judith; Spivak, Gayatri (2007). Who Sings the Nation-State?: Language, Politics, Belonging. London: Seagull Books. ISBN 978-1-905422-57-9.
- Butler, Judith; Asad, Talal; Brown, Wendy; Mahmood, Saba (2009). Is Critique Secular?: Blasphemy, Injury, and Free Speech. Berkeley, CA: Townsend Center for the Humanities, University of California Distributed by University of California Press. ISBN 978-0-9823294-1-2.
- Frames of War: When Is Life Grievable?. London New York: Verso. 2009. ISBN 978-1-84467-333-9.
- Butler, Judith; Habermas, Jürgen; Taylor, Charles; West, Cornel (2011). The Power of Religion in the Public Sphere. New York: Columbia University Press. ISBN 978-1-283-00892-1. https://archive.org/details/powerofrelig_xxxx_2011_000_10862422.
- Butler, Judith; Weed, Elizabeth (2011). The Question of Gender: Joan W. Scott's Critical Feminism. Bloomington, IN: Indiana University Press. ISBN 978-0-253-00153-5.
- Parting Ways: Jewishness and the Critique of Zionism. New York: Columbia University Press. 2012. ISBN 978-0-231-51795-9.
- Butler, Judith; Athanasiou, Athena (2013). Dispossession: The Performative in the Political. Cambridge: Polity Press. ISBN 978-0-7456-5381-5.
- Senses of the Subject. New York: Fordham University Press. 2015. ISBN 978-0-8232-6467-4.
- Notes Toward a Performative Theory of Assembly. Cambridge, MA: Harvard University Press. 2015. ISBN 978-0-674-96775-5.
- Butler, Judith; Gambetti, Zeynep (2016). Vulnerability in Resistance. Durham: Duke University Press. ISBN 978-0-8223-6279-1.
- The Force of Nonviolence. New York: Penguin Random House. 2020. ISBN 978-1-78873-276-5.